# خانه لیزی تیم اتریش
مسابقات دهگانه خورشیدی یکی از چالش انگیزترین مسابقات معماری پایدار در سطح دانشگاهی است که وزارت انرژی ایالات متحده آمریکا (DOE) حامی آن می‌باشد.
تیم کشور اتریش که شامل دانشجویان دانشگاه فنی مهندسی اتریش می‌باشد برنده سال ۲۰۱۳ مسابقات دهگانه خورشیدی توسط وزارت انرژی آمریکا در شهرستان اورنج ایالت کالیفرنیا اعلام شد.

## مفهوم در خانه LISI
- این خانه به شکلی طراحی شده که از تمامی قسمت‌های یک درخت استفاده شود-از میانه چوب تا پوسته آن- تا تمامی سطوح و حتی مبلمان از چوب استفاده شده‌است. چوبهای با دست تراشیده شده و سلولز بازیافتی هم بکار برده شده‌است.[۳]
- عایقهای سلولزی حدفاصل چوبهای ساختمان یک آب و هوای مطلوب را تضمین می‌کنند.
- استفاده از تمامی اجزاء درخت به مفهوم کلی ارتباط در تیم اتریش (که در آن یک جایزه دیگر DOE هم دریافت کرد) توسعه پیدا می‌کند.
- هم افزایی ساخت و ساز مدولهای چوبی و بکارگیری مصالح تجدیدپذیر و تولید انرژی‌های با کیفیت بالا و پایدار خانه‌ای مقرون به صرفه برای کاربران و سایت‌های مختلف فراهم آورده‌است.
- ابعاد مدول به شکلی پیش‌بینی شده تا در محفظه‌های استاندارد بین‌المللی حمل و نقل بتواند جاسازی شود.
- LISI محیطی سالم، راحت و دلپذیر برای ساکنانش عرضه می‌کند و برق کافی برای مایحتاج روزانه انرژی را تولید می‌کند.[۴]

## ویژگی‌های خانه LISI
- عناصر سایبان خودکار و انعطاف‌پذیراست که از گرمای روزهای گرم تابستان جلوگیری می‌کند و نیاز به خنک سازی را بطور بارز پایین می‌آورد. لایه‌های معمارانه متعدد به ساکنان این امکان را می‌دهد وضوح خانه را بسته به میزان پوشیدگی مورد نظرشان تنظیم کنند.
- با قدرت سامانه فتوولتاییک خورشیدی LISI بیش از میزان مصرف سالیانه برق تولید می‌کند. این خانه سازگار با آب و هوای مختلف است و برای شیوه‌های زندگی مختلف انعطاف نشان می‌دهد.
- دو نورخان یا پاسیو یک تعادل بین فضاهای داخلی و خارجی عمومی و نیمه خصوصی ایجاد می‌کند.
- باغچه پاسیو از منبع آب باران استفاده می‌کند.

## فناوری
- یک اتاق خدماتی تمام سیستم‌های مکانیکی را که خانه به آن نیاز دارد را دارا می‌باشد. این شاملنمایشگر فتوولتاییک،تهویه مطبوع، لوله کشی و آب گرم مصرفی می‌باشد.
- دو پمپ هوا-آبی-حرارتی بابازده بالا آب سرد و گرم را برای گرم یا خنک کردن فضا و همچنین آب گرم داخلی را فراهم می‌کنند.
- یک واحد تهویه بازیافت‌کننده انرژی به عنوان مبدل حرارت و رطوبت بین هوای خروجی و ورودی عمل می‌کند تا فضای زندگی سالم و راحت باشد.
- یک سیستم زیر کف چند منظوره هوای داخل ساختمان را با استفاده از آب، هوا و ظرفیت مکعب فعال تنظیم می‌کند.[۵]
- LISI یک خانه انرژی بعلاوه است که تمام انرژی مورد نیاز خود را با یک PV آرایه نصب شده در سقف تولید می‌کند.
- تأمین آب سرد و گرم برای گرم کردن فضا و خنک کردن فضا و آب گرم داخلی بر دو پمپ حرارتی آب-هوا متکی است.
- تهویه‌ای مطلوب که توسط یک واحد ERV فراهم می‌شود به عنوان یک مبدل حرارت و رطوبت بین هوای تازه ورودی و خروجی عمل می‌کند.
- یک سینی دوش انرژی حرارتی از آب دفع شده را با یک مبدل حرارتی بازیافت می‌کند و به شکل قابل توجهی میزان نیاز به انرژی روزانه برای بهداشت را کاهش می‌دهد.[۶]

## فلسفه طرح
در توسعه LISI، تیم اتریش با نگاه به سلامتی، آینده پایدار و یک مفهوم کلی که می‌تواند به شیوه‌های زندگی و آب و هوای مختلف تطبیق پیدا کند. با نگاهی به خانه به عنوان «یک موجود اجتماعی»، مشتاق برای پیدا کردن جایی در جامعه‌ای غنی از فرهنگ‌های گوناگون و متنوع، تیم اتریش بدرکی که بر چگونه استفاده بهینه از با ارزشترین منابع سیاره ما دارد افتخار می‌کند.

## طرح خانه LISI
دارای طرحی ساده شامل مدولهای فتوولتاییک (صفحات خورشیدی) که چهار مدول در سقف و چهار مدول در کف است، هسته و پی. سازه باربر از طرحی قوطی شکل در سقف و کف است.
ورودی از یک سطح شیب دار است که پارچه‌ای نمای آن را فرا گرفته و به داخل راه پیدا می‌کند. فضای نشیمن وسیعی مرکز خانه است که جای کافی برای انواع فعالیت‌ها را فراهم می‌کند.
با باز شدن درهای پاسیوهای شمالی و جنوبی که کشویی شیشه‌ای هستند، فضای نشیمن به شکل قابل توجهی وسیعتر می‌شود.
انبارها داخل دیوار تعبیه شده‌اند تا جا برای فضای نشیمن باز بماند. بافت هسته تاریک فشرده خدمات شامل اتاق خواب، سرویس دستشویی حمام و تمامی تجهیزات فنی.

## استراتژی بازار
ساکنان LISI نسبت به محیط زیست آگاه هستند، با ذهنی پویا، جوان در قلب، معاصر می‌اندیشند. LISI به عنوان خانه‌ای انعطاف‌پذیر با قابلیت تولید عمده طراحی شده‌است.
دو برنامه اقتصادی مطمئن در ابتدا مشخص بود.
- یک کلبه پایدار برای گروه‌های کوچک در مناطق شهری.
- کلبه ییلاقی در کوهستان و مناطق دریاچه‌نشین در حال پیشرفت.

## قدم بعدی
بعد از دهگانه خورشیدی، تیم برای ارائه LISI در بزرگترین مدل سایت نمایشگاه اتریش که در آن حدود ۱۰۰ تولیدکننده خانه از پیش ساخته خود را ارائه می‌دهد دعوت شده و تیم امیدوار است LISI برای مطالعه و پژوهش برای نسل‌های آینده دانشجویان معماری و مهندسی در دسترس باشد.